# جومر دامر
جومر دامر (بالبوسنوية: Damir Džumhur)‏ (مواليد 20 مايو 1992) هو لاعب كرة مضرب بوسني

## روابط خارجية
- جومر دامر على موقع IMDb (الإنجليزية)
- جومر دامر على موقع ألو سيني (الفرنسية)
- جومر دامر على موقع كينوبويسك (الروسية)
- جومر دامر على موقع رابطة محترفي التنس (الإنجليزية)
- جومر دامر على موقع الاتحاد الدولي لكرة المضرب (الإنجليزية)
- جومر دامر على موقع كأس ديفيز (الإنجليزية)
- جومر دامر على موقع خلاصة التنس.كوم (الإنجليزية)
- جومر دامر على موقع أوليمبيديا (الإنجليزية)